# Flavio Simmaco
Flavio Simmaco (latino: Flavius Symmachus; fl. 522) è stato un politico romano cristiano durante il regno degli Ostrogoti, figlio del filosofo Boezio.

## Biografia
Simmaco era figlio del filosofo Anicio Manlio Torquato Severino Boezio e di Rusticiana, suo fratello era Flavio Boezio, le sue zie Galla e Proba.
Il padre menzionò il consolato congiunto dei suoi figli nella sua opera senza però farne i nomi.
Sia lo stesso Simmaco che il padre Boezio, vennero condannati a morte nel 524 e 525 da Teodorico dopo l'inasprimento dei rapporti tra Ostrogoti (di fede ariana) e Romani (di fede cattolica).